# 整合式威脅管理
整合式威脅管理（英語：Unified threat management，縮寫為 UTM），又譯為集中式威脅管理、統合威脅管理、統一威脅管理，一種網路安全方案，在2004年後出現，成為網路閘道防衛方案的基本配備。UTM是由傳統的防火牆觀念進化而成，它將多種安全功能都整合在單一的產品之上，其中包括了網路防火牆，防止網路入侵（IDS），閘道器防毒（gateway antivirus，AV），反垃圾信件閘道器（gateway anti-spam），虛擬私人網路（VPN），內容過濾（content filtering），負載平衡，防止資料外洩，以及on-appliance reporting。

## 外部連結
- UTM軟體及供應商列表, Mosaic Security Research